# Gerenzano
Gerenzano är en ort och kommun i provinsen Varese i regionen Lombardiet i Italien. Kommunen hade 10 908 invånare (2018).